# Sarah Valero Jodar
Sarah Valero Jodar, conocida también como Sara Valero, (Pau, 3 de febrero de 1998) es una jugadora de balonmano franco española que actualmente juega de pivote en el JDA Dijón francés y la selección española de balonmano.

## Carrera

### Clubes
Valero empezó a jugar al balonmano a los seis años. Jugó con el Mourenx y Bordes en la primera división francesa (tercera división estatal). A la edad de 19 años fue fichada por el Handball Octeville-sur-mer, un club que jugaba en la D2.
En 2018 se mudó a España para incorporarse al Mecalia Atlético Guardés, que competía en la División de Honor y había terminado segunda en la temporada 2017/2018 . Allí participó, en varias temporadas, en las competiciones europeas de clubes. En su primera temporada se lesionó de gravedad del ligamento cruzado anterior y del menisco en un choque fortuito en un entrenamiento que la mantuvo 6 meses fuera de los terrenos de juego. 
Después de que se cancelara la temporada 2019/2020 debido a la pandemia de COVID-19, regresó a Francia y desde entonces ha competido allí con JDA Dijon en la primera división francesa

### Con las selecciones nacionales
Inicialmente jugó para la selección francesa en la categoría juvenil.
En junio de 2022 fue convocada por primera vez con la selección española y participó con esta en los Juegos del Mediterráneo 2022, donde la selección española ganó la medalla de oro. Debutó el 30 de junio de 2022 ante Argelia y marcó 1 gol.

## Palmarés

### Selección nacional
- 1 x Medalla de Oro en los Juegos del Mediterráneo 2022

## Enlaces web
- Perfil en el sitio web de la liga francesa
- Perfil en el sitio web de la EHF